# Staurastrum lacustre
Staurastrum lacustre là một loài Song tinh tảo trong họ Desmidiaceae, thuộc chi Staurastrum.